# Семеду, Вилли
Вилли Джонсон Семеду Афонсу (порт. и фр. Willy Johnson Semedo Afonso; род. 27 апреля 1994, Монфермей, Франция) — кабо-вердианский и французский футболист, нападающий и вингер клуба «Омония» (Никосия) и национальной сборной Кабо-Верде.

## Клубная карьера
Футболом начал заниматься в 7-8-летнем возрасте в клубе «Аркей». Затем выступал за «Монруж» U-13, а также за «Монруж» U-17 в национальном чемпионате Франции. В «Монруже» выступал также за команду U-19 и за взрослую команду.
В 2014 году покинул свой первый профессиональный клуб, чтобы присоединиться к кипрскому клубу «Алки Ороклини». С киприотским клубом в период с 2015 по 2017 год трижды подряд повысился в классе, что перевело клуб из четвёртого в первый дивизион. Он стал победителем четвёртого дивизиона в 2015 году и чемпионом второго дивизиона в 2017 году, а также Кубка Кипра для клубов из третьего и четвёртого дивизионов в 2016 году.
31 января 2018 года за 150 000 евро перешел в «Шарлеруа», с которым подписал контракт на два сезона с возможностью продления ещё на 2 года. За новый клуб дебютировал 13 апреля 2018 года в ничейном (2:2) поединке против «Генка», в котором на 83-й минуте заменил Кристиана Бенавенте.
30 августа 2018 года был отдан в аренду на полсезона в «Руселаре» из второго бельгийского дивизиона.
1 февраля 2019 года подписал 6-месячный контракт с румынским клубом «КСМ Политехника Яссы».
Летом 2019 года присоединился к «Греноблю» из Лиги 2. За «Гренобль» дебютировал 26 июля 2019 года в ничейном (3:3) поединке 1-го тура чемпионата против «Генгама», заменив Джонатана Тинана через 20 минут после начала. Отметился первым голом за «Гренобль» в первом раунде Кубка Лиги против «Родеза» (ничья 1:1, затем победа «Гренобля» по серии послематчевых пенальти).
22 июня 2021 года, после завершения контракта с «Греноблем», вернулся на Кипр, где подписал 2-летний контракт с «Пафосом».
28 января 2023 года Семеду перешёл в клуб из Саудовской Аравии «Аль-Фейсали», подписав контракт на полтора года.

## Карьера в сборной
Родился в семье выходцев из Кабо-Верде, 1 октября 2020 года получил дебютный вызов в национальную сборную Кабо-Верде. Свой первый матч сыграл 7 октября в победном (2:1) товарищеском матче против Андорры. Три дня спустя сыграл свой второй матч за сборную, в проигранном (1:2) в товарищеском поединке против Гвинеи. Вилли вышел на поле на 73-й минуте, заменив Марку Суареша.
Был включён в состав сборной на Кубок африканских наций 2021.
Был включён в состав сборной на Кубок африканских наций 2023.